# Boston Marathon 2007

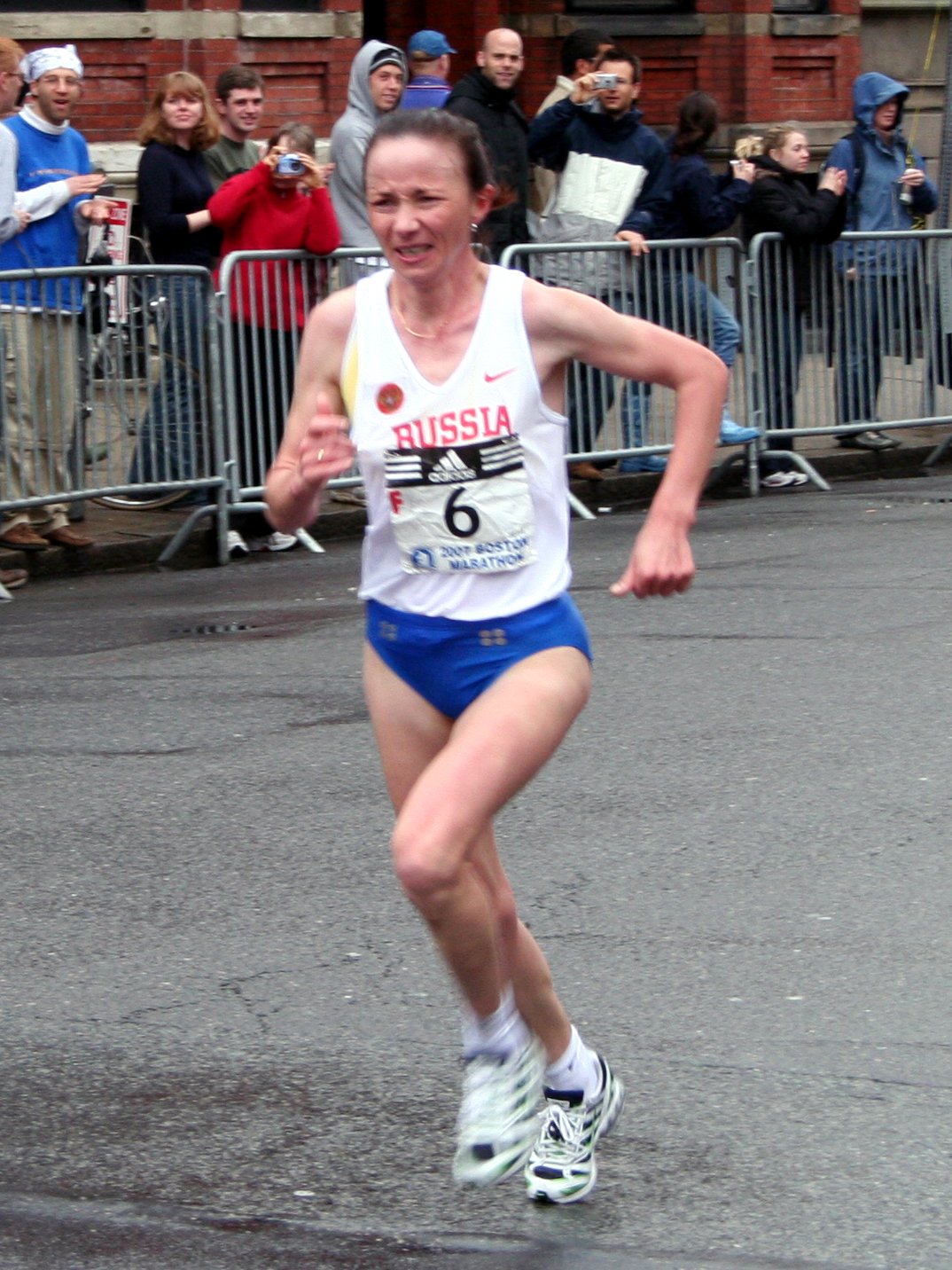
Grigorjeva op weg naar haar eindoverwinning

De Boston Marathon 2007 werd gelopen op maandag 16 april 2007. Het was de 111e editie van de Boston Marathon. De wedstrijd bij de mannen werd gewonnen door de Keniaan Robert Kipkoech Cheruiyot in 2:14.13. De Russische Lidia Grigorjeva won bij de vrouwen in 2:29.18.
In totaal finishten er 20.338 marathonlopers, waarvan 12.364 mannen en 7974 vrouwen.

## Uitslagen

### Mannen
| rang   | naam                      | land | tijd    |
| ------ | ------------------------- | ---- | ------- |
| Goud   | Robert Kipkoech Cheruiyot | KEN  | 2:14.13 |
| Zilver | James Kwambai             | KEN  | 2:14.33 |
| Brons  | Stephen Kiogora           | KEN  | 2:14.47 |
| 4      | James Koskei              | KEN  | 2:15.05 |
| 5      | Tereje Wodajo             | ETH  | 2:15.06 |
| 6      | Benjamin Maiyo            | KEN  | 2:16.04 |
| 7      | Ruggero Pertile           | ITA  | 2:16.08 |
| 8      | Peter Gilmore             | USA  | 2:16.41 |
| 9      | Samuel Ndereba            | KEN  | 2:17.04 |
| 10     | Robert Cheboror           | KEN  | 2:18.07 |
| 11     | Stephen Biwott            | KEN  | 2:19.04 |
| 12     | Ulrich Steidl             | GER  | 2:19.54 |
| 13     | Hosea Rotich              | KEN  | 2:20.04 |
| 14     | Hiroki Tanaka             | JPN  | 2:20.10 |
| 15     | Miguel Nuci               | MEX  | 2:20.18 |
| 16     | Cecil Franke              | USA  | 2:20.43 |
| 17     | Chris Lundstrom           | USA  | 2:21.24 |
| 18     | Philip Manyim             | KEN  | 2:21.34 |
| 20     | Konrad Knutsen            | USA  | 2:22.02 |
| 21     | Nathan Wadsworth          | USA  | 2:22.13 |
| 22     | Matt Levassiur            | USA  | 2:22.50 |
| 23     | Ross Martinson            | USA  | 2:23.51 |
| 24     | Thomas Frazer             | IRL  | 2:24.01 |

### Vrouwen
| rang   | naam              | land | tijd    |
| ------ | ----------------- | ---- | ------- |
| Goud   | Lidia Grigorjeva  | RUS  | 2:29.18 |
| Zilver | Jeļena Prokopčuka | LAT  | 2:29.58 |
| Brons  | Madaí Pérez       | MEX  | 2:30.16 |
| 4      | Rita Jeptoo       | KEN  | 2:33.08 |
| 5      | Deena Kastor      | USA  | 2:35.09 |
| 6      | Robe Guta         | ETH  | 2:36.29 |
| 7      | Alice Chelangat   | KEN  | 2:38.07 |
| 8      | Ann Alyanak       | USA  | 2:38.55 |
| 9      | Kristin Price     | USA  | 2:38.57 |
| 10     | Mary Akor         | USA  | 2:41.01 |
| 11     | Christine Lundy   | USA  | 2:41.14 |
| 12     | Janelle Kraus     | USA  | 2:41.24 |
| 13     | Zoila Gomez       | USA  | 2:41.36 |
| 14     | Melissa White     | USA  | 2:42.56 |
| 15     | Kelly Flathers    | USA  | 2:43.25 |
| 16     | Dorothy Mcmahon   | USA  | 2:43.56 |
| 17     | Turena Lane       | USA  | 2:44.23 |
| 18     | Desiree Linden    | USA  | 2:44.56 |
| 19     | Jennifer Crain    | USA  | 2:45.07 |
| 20     | Lori Stich        | USA  | 2:46.28 |
| 21     | Phebe Ko          | USA  | 2:46.30 |
| 22     | Norimi Sakurai    | JPN  | 2:46.31 |
| 23     | Kasie Enman       | USA  | 2:47.26 |
| 24     | Veena Reddy       | USA  | 2:48.18 |
| 25     | Tamara Lave       | USA  | 2:49.05 |

1897 ·
1898 ·
1899 ·
1900 ·
1901 ·
1902 ·
1903 ·
1904 ·
1905 ·
1906 ·
1907 ·
1908 ·
1909 ·
1910 ·
1911 ·
1912 ·
1913 ·
1914 ·
1915 ·
1916 ·
1917 ·
1918 ·
1919 ·
1920 ·
1921 ·
1922 ·
1923 ·
1924 ·
1925 ·
1926 ·
1927 ·
1928 ·
1929 ·
1930 ·
1931 ·
1932 ·
1933 ·
1934 ·
1935 ·
1936 ·
1937 ·
1938 ·
1939 ·
1940 ·
1941 ·
1942 ·
1943 ·
1944 ·
1945 ·
1946 ·
1947 ·
1948 ·
1949 ·
1950 ·
1951 ·
1952 ·
1953 ·
1954 ·
1955 ·
1956 ·
1957 ·
1958 ·
1959 ·
1960 ·
1961 ·
1962 ·
1963 ·
1964 ·
1965 ·
1966 ·
1967 ·
1968 ·
1969 ·
1970 ·
1971 ·
1972 ·
1973 ·
1974 ·
1975 ·
1976 ·
1977 ·
1978 ·
1979 ·
1980 ·
1981 ·
1982 ·
1983 ·
1984 ·
1985 ·
1986 ·
1987 ·
1988 ·
1989 ·
1990 ·
1991 ·
1992 ·
1993 ·
1994 ·
1995 ·
1996 ·
1997 ·
1998 ·
1999 ·
2000 ·
2001 ·
2002 ·
2003 ·
2004 ·
2005 ·
2006 ·
2007 ·
2008 ·
2009 ·
2010 ·
2011 ·
2012 ·
2013 ·
2014 ·
2015 ·
2016 ·
2017 ·
2018 ·
2019 ·
2020 ·
2021 ·
2022